# April Stevens
April Stevens, nata Caroline Vincinette LoTempio (Niagara Falls, 29 aprile 1929 – Scottsdale, 17 aprile 2023), è stata una cantante statunitense.

## Biografia
Nata a Niagara Falls (New York) da genitori di origine siciliana, iniziò a registrare nel 1951. 
Nel 1963 per la Atco Records registrò il brano Deep Purple, canzone degli anni '30 composta da Peter DeRose con testo di Mitchell Parish, insieme al fratello Antonino LoTempio, in arte Nino Tempo. La canzone vinse il Grammy Award nella categoria "Best Rock and Roll Recording". Il duo Nino Tempo e April Stevens ebbe nuovamente successo nel 1964 con la registrazione di Whispering.
Nel 2013 pubblicò l'autobiografia Teach Me Tiger, intitolata come una delle sue canzoni da solista.
Si è spenta all'età di 93 anni in Arizona nel 2023.

## Discografia
- 1960 - Teach Me Tiger
- 1985 - Alone
- 1989 - A Very Special Time
- 1990 - Carousel Dreams